# میتار جوریچ
میتار جوریچ (ایتالیایی: Mitar Đurić؛ زادهٔ ۲۵ آوریل ۱۹۸۹) بازیکن والیبال اهل بوسنی و هرزگوین با ملیت یونان است.
میتار در حاضر عضو و کاپیتان تیم ملی والیبال یونان و بازیکن باشگاه ترنتینو است.